# Le cronache di Raistlin
Le Cronache di Raistlin sono un ciclo di due libri fantasy scritti da Margaret Weis, con la collaborazione di Don Perrin, ed editi dalla TSR.

## Il ciclo
- Raistlin - L'alba del male
- Raistlin - I fratelli in armi

Scritte e pubblicate dopo le Cronache di Dragonlance e le Leggende di Dragonlance, le Cronache di Raistlin raccontano però di vicende cronologicamente antecedenti alle due collane. La narrazione è infatti incentrata sull'infanzia e sull'adolescenza del giovane mago Raistlin Majere e del suo gemello Caramon, nel calderone di eventi che porteranno un giorno allo scoppiare della Guerra delle Lance.
La trama è basata sulla versione romanzata dei moduli di avventura per il gioco di ruolo Dungeons & Dragons della serie DL, pubblicato anch'esso dalla TSR.

## Trama

### Raistlin - L'alba del male
Tempi duri si avvicinano per i popoli di Krynn. La Guerra delle Lance è alle porte, ma per ora solo i maghi sono in grado di scorgerne l'inizio: al capo della Torre dell'Alta Stregoneria di Wayreth, Par-Salian, è affidato il compito di cercare una spada abbastanza potente da ergersi, un giorno, contro le orde che si stanno ammassando in silenzio.
La scelta cade quasi per caso su Raistlin Majere, un ragazzino nativo di Solace, che alla sua costituzione fisica debole e fragile contrappone una mente affilata e geniale. Afflitto da un grave malessere fisico fin dalla nascita, Raistlin è oggetto, oltre che della snervante cura del gemello Caramon, delle preoccupazioni della sorellastra, che teme per il suo futuro vedendolo così gracile: grazie all'intercessione di Kitiara, Raistlin riesce però a suscitare la curiosità del mago viaggiatore Antimodes, che decide di farsi carico delle spese per l'istruzione di questo bambino prodigioso alla scuola di magia.
Comincia così l'addestramento del giovane mago, che con l'aiuto degli amici - i personaggi che riappariranno nelle Cronache - impara a conoscere l'animo degli uomini e soprattutto il proprio. Alla fine, durante la Prova nella Torre dell'Alta Stregoneria, Raistlin farà quel fatale incontro che gli permetterà di sconfiggere la Regina delle Tenebre, ma che in cambio gli costerà la salute e la libertà.

### Raistlin - I fratelli in armi
Il secondo ed ultimo libro dedicato all'addestramento dei gemelli Caramon e Raistlin Majere narra della loro esperienza come mercenari nell'esercito del Barone Pazzo, Ivor di Langtree, un nobile votato alle cause buone ed onorevoli, che viene reclutato con l'inganno in una terribile ed ingiusta battaglia contro la cittadina di Fine della Speranza.
La battaglia, promossa dal generale delle truppe dei draghi Lord Ariakas, con un motivo tanto futile quanto ingiustificato, è in realtà un pretesto per un proposito ben più losco: sotto suggerimento della Regina delle Tenebre, infatti, il Signore dei Draghi intende mandare un manipolo scelto di uomini per rubare le uova dei draghi buoni, che riposano nella montagna alla quale la cittadella è addossata, ed usarle per i propri loschi affari.
Disgrazia vuole che il "manipolo scelto" sia composto da due soli elementi: Kitiara, sorellastra dei gemelli, all'inizio della sua scalata al potere degli Eserciti dei Draghi, ed Immolatus, un drago rosso sanguinario e decisamente inaffidabile. I gemelli si trovano così, senza saperlo, a combattere dalla stessa parte della sorellastra che non vedono da anni. Sarà però grazie a loro, ed all'intervento prezioso del loro amico mezzo kender Scrounger, che si eviteranno in un sol colpo due grosse disgrazie, ossia la distruzione della pacifica cittadina e delle uova dei draghi metallici.